# Macrocoma aeneonigra
Macrocoma aeneonigra é uma espécie de escaravelho de folha da Argélia, descrito por Fairmaire em 1873.